# 아키하바라 살인 사건

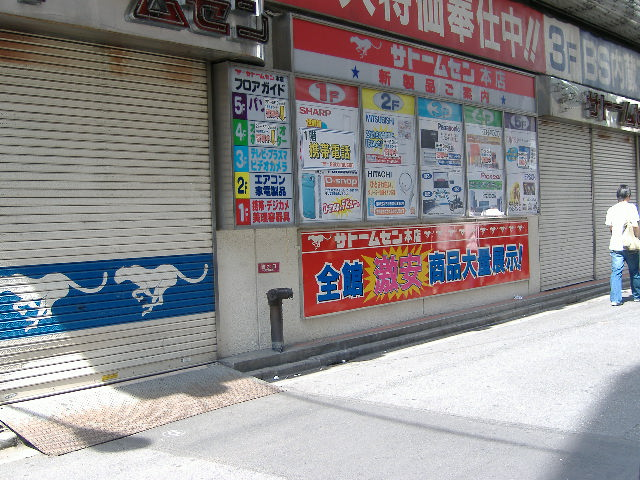
용의자가 체포된 지점

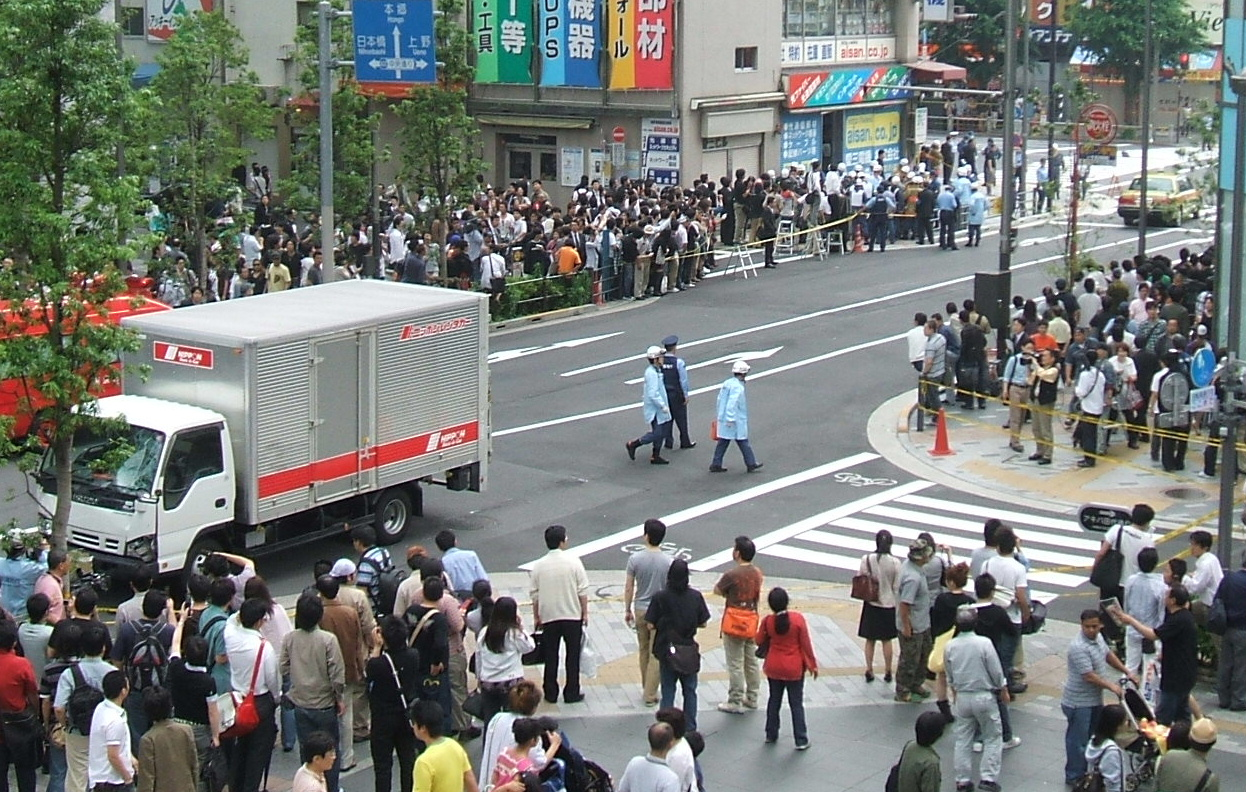
범행에 사용된 차량(이스즈 엘프)

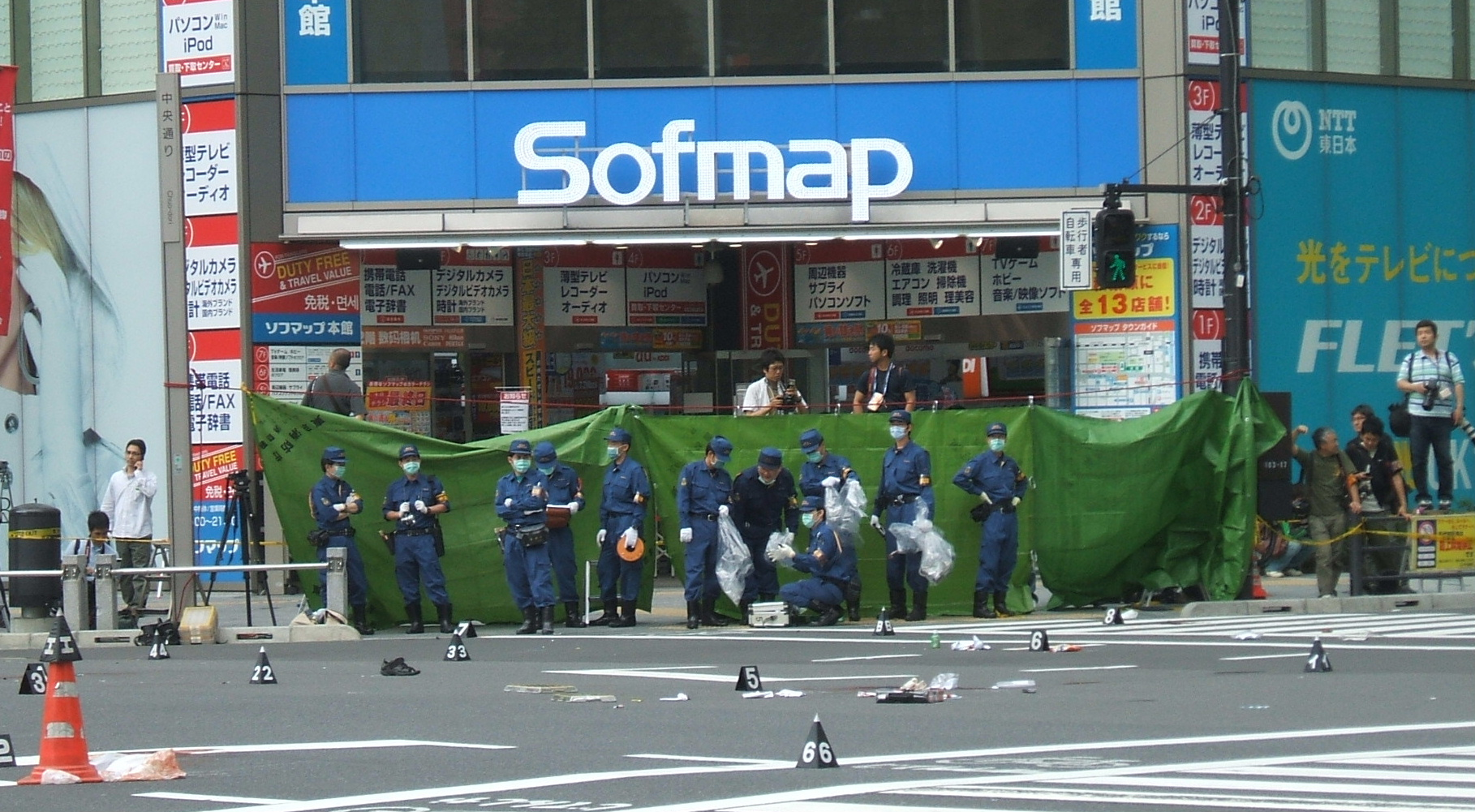
교차로에서 현장 검증을 벌이고 있는 담당 수사관

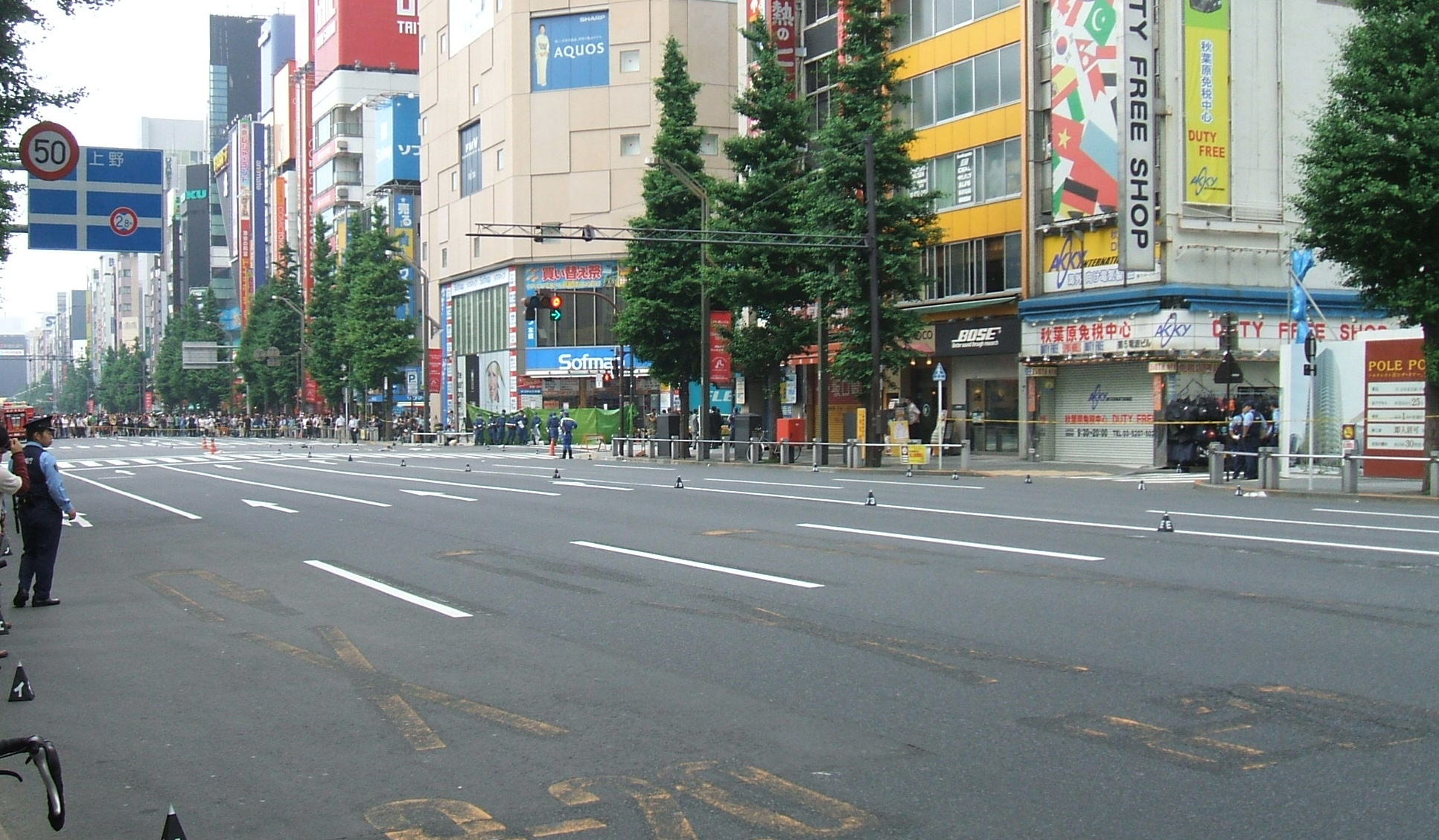
범행 현장이 된 주오도리 (사건 2시간 후)

아키하바라 살인 사건(일본어: 秋葉原通り魔事件 아키하바라토오리마지켄[*]→아키하바라 괴한 사건)은 2008년 6월 8일 일본 도쿄도 지요다구의 아키하바라에서 발생한 무차별 살인사건이다. 이 사건으로 7명이 사망하고 10명이 부상당했다.

## 개요
2008년 6월 8일 12시 30분, 도쿄도 지요다구 소토칸다 지역의 교차로에서, 이스즈 엘프 2톤 트럭 차량 한대가 신호를 위반하고 돌진하여 횡단보도를 건너고 있던 5명의 보행자를 들이받았다. 그 뒤 이 트럭은 교차로를 지나 맞은편 차선에서 신호대기하고 있던 택시와 접촉사고를 내고 정차하였다. 트럭을 운전하고 있던 용의자는 차에서 내려 다친 보행자에게로 접근하고 있던 행인과 경찰관 14명을 자신이 소지하고 있던 등산용 나이프로 연달아 찔렀고, 사건 발생 5분 후, 만세이바시 경찰서 아키하바라 지구대로부터 출동한 경찰관이 용의자를 추적해 경봉으로 대응한 뒤, 마지막에는 가스총으로 남자를 제압하였다.
사건 당일은 일요일 오후시간 대로, 보행자 천국(차 없는 거리)을 시행하고 있었으며, 많은 사람들이 거리를 다니며 관광 및 쇼핑을 즐기고 있었다. 사건 직후 근처에 있던 사람들은 어쩔줄 몰라 우왕좌왕하거나, 일부는 안전한 곳으로 피신을 하였고, 부상자가 곳곳에 널브러져 있는 등 사건 현장은 그야말로 전쟁터를 방불케 했다. 12시 36분 최초로 신고를 받은 도쿄 소방청은 일반적인 교통사고로 보고 구급대와 소방대 각각 1대씩 출동시켰으나, 신고가 잇따르자 지휘대 1대와 구급대 4대를 더 출동시켰다. 12시 43분에 최초 구급대(아사쿠사 소방서 아사쿠사바시 출장소)가 도착했지만, 통상적인 대처로는 무리라고 판단, 재해파견 의료팀(DMAT)를 출동시켜 구조를 진행시켰다.
이 사건은 무차별적으로 무고한 희생자를 낳게 되어 일본 역대 최대의 테러라고 불릴 만큼, 일본 사회를 충격의 도가니에 빠뜨리게 만들었다. 사건 당시 시행중이던 보행자 천국은 그 뒤로 무기한 중지되었으나, 2011년 1월 23일 보안설비와 경비인력을 대폭 강화하여 다시 재개되었다. 현행범으로 체포된 용의자는 가토 도모히로로 해고된 비정규직 노동자였으며, 얼마전까지 생활고에 시달렸던것으로 알려졌다. 그는 “생활에 지쳤다. 세상이 싫어졌다. 사람을 죽이기 위해서 아키하바라에 왔다. 누구라도 좋았다”며 범행동기를 진술하였다. 당시 사고를 당한 보행자들은 보행자 천국(차 없는 거리)으로 도로가 통제되길 기다렸다가 통제된 이후 교차로에 진입하던 중이었던 것으로 알려졌다. 한편 등산 나이프에 찔려 사망한 무토 마이는 근처 편의점 앞 휴대폰 가판 아르바이트 도중 사람들의 비명을 듣고 구하려고 나왔다가 변을 당한 것으로 확인되었다.
용의자는 범행을 저지르기 이전, 무선인터넷 게시판에 약 1000회정도 비정규직 관련글이나 어려움을 토로하는 글을 올렸으며 점차 살인을 예고하는 글로 바뀌면서 2008년 6월 8일 5시 21분에 “아키하바라에서 사람을 죽이겠습니다”는 타이틀로 “차로 돌진하고, 차로 안되겠으면 나이프를 사용하겠습니다. 모두들 안녕히 가세요”라고 적었고, 그 이후 범행 현장까지 이동하는 동안 30회 정도 댓글을 더 남긴것으로 알려졌다.
한편 2011년 2월 2ch 인터넷 게시판에서, 2011년 2월 11일 신주쿠역 신남쪽출구(新南口)에서 3명이 동기없는 묻지마 살인을 저지르겠다는 글이 올라와 한차례 물의를 빚었다. 해당 글을 올린 범인은 15세 중학생으로 "얼마나 떠들어댈지 보고 싶었다"며 범행동기를 진술한 것으로 알려졌다.

### 피살자 명단
1. 나카무라 가쓰히코(中村勝彦, 당시 74세, 전직 의사)
2. 고이와 가즈히로(小岩和弘, 당시 47세, 회사원)
3. 마쓰이 미쓰루(松井満, 당시 33세, 요리사)
4. 미야모토 나오키(宮本直樹, 당시 31세, 회사원)
5. 무토 마이(武藤舞, 당시 21세, 대학생)
6. 후지노 가즈노리(藤野和倫, 당시 19세, 대학생)
7. 가와구치 다카히로(川口隆裕, 당시 19세, 대학생)

## 갤러리

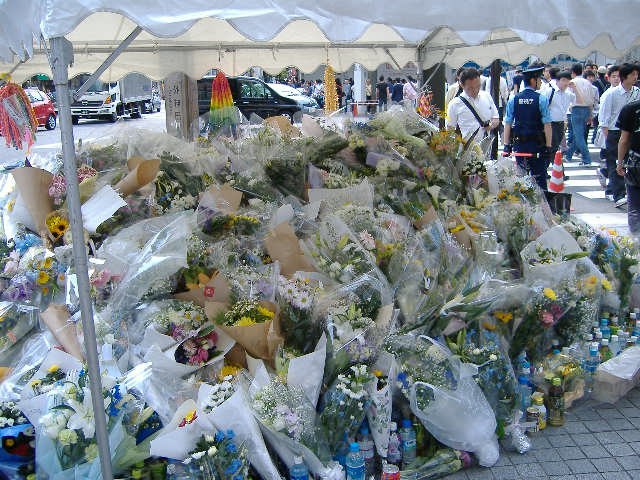
피해자의 명복을 빌기 위해 올린 꽃들이 모이고 있다.(2008년 6월 14일 촬영.)
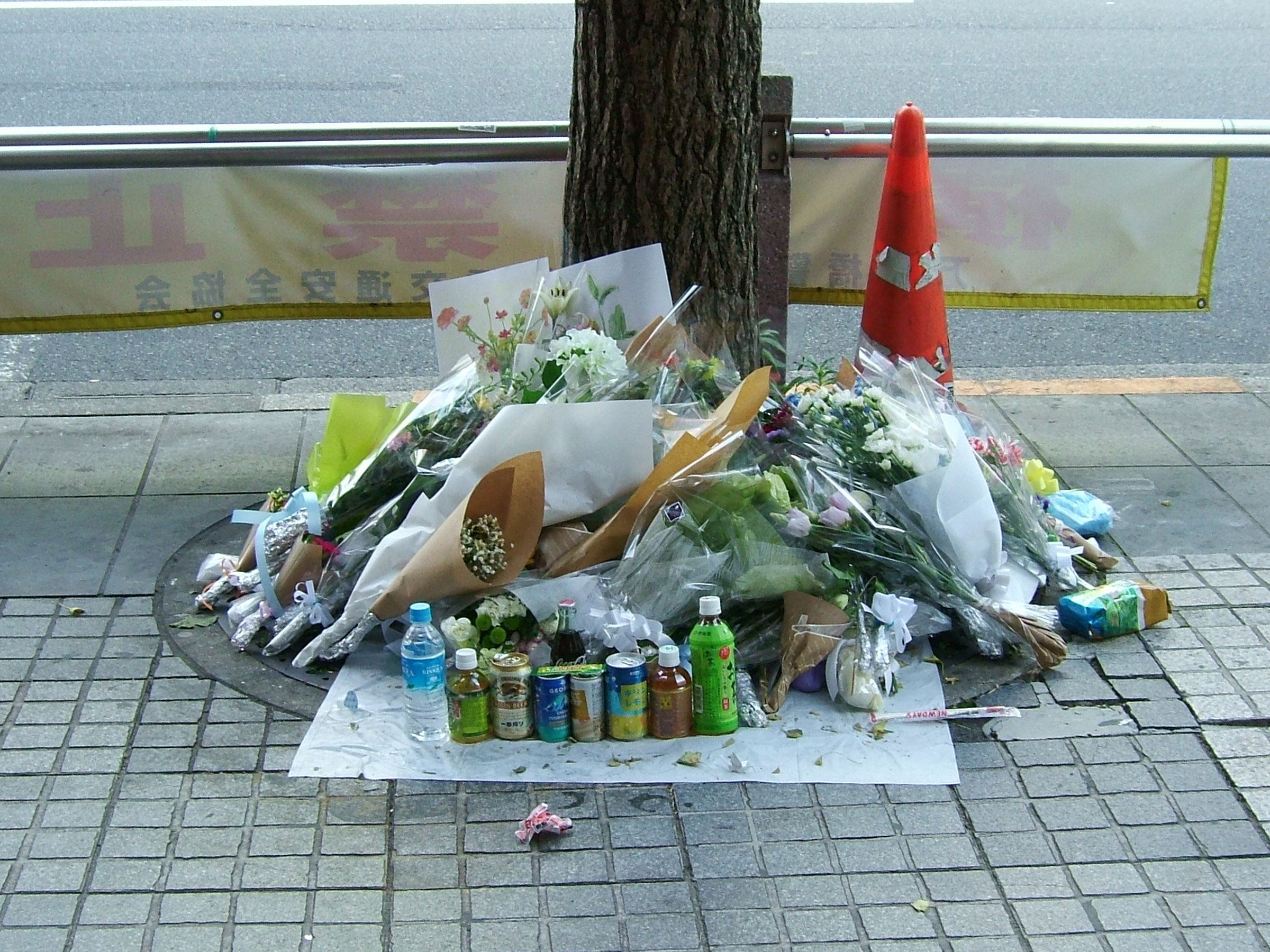
피해자의 명복을 빌기 위해 올린 꽃들.(2008년 6월 15일 촬영.)
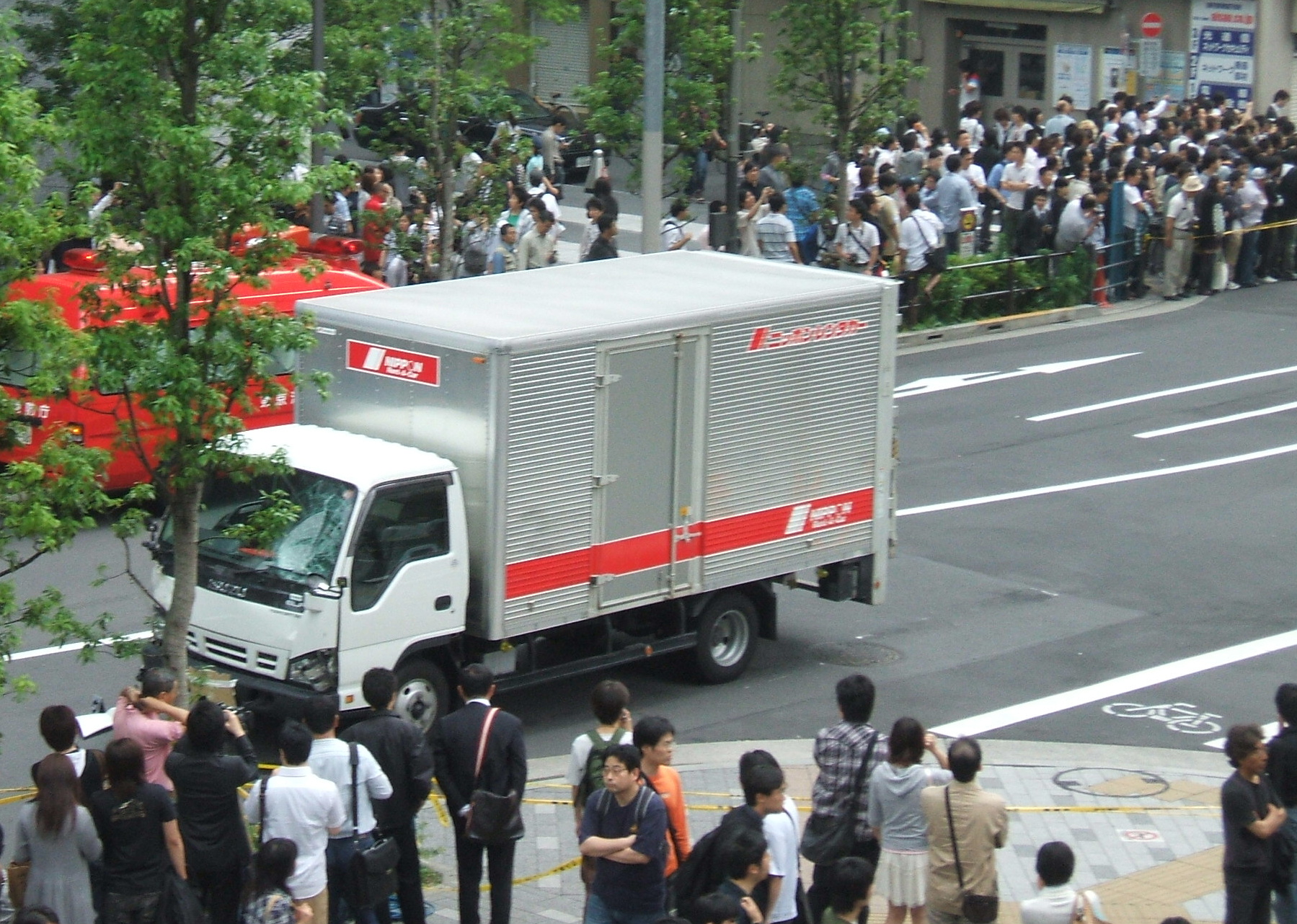
가토 용의자가 범행에 사용한 차량.(사건 2시간 후 촬영.)

## 같이 보기
- 시모노세키 살인사건 - 범인: 우와베 야스아키
- 쓰치우라 살인사건 - 범인: 가나가와 마사히로
- 여의도광장 차량질주 사건
- 여의도 흉기난동 사건
- 강남역 화장실 살인사건
- 교토 애니메이션 방화 사건
- 서울 강서구 PC방 살인 사건
- 고유정 사건
- 가와사키시 노보리토 흉기난동 사건
- 타이베이 첩운 흉기난동 사건
- 2023년 대한민국 연쇄 흉기 난동 사건